# حديقة حول القدس
حديقة حول القدس هي منتزه وطني قائم على سور القدس القديم، بناه السلطان العثماني المجيد سليمان عام 1536. وقد صممت الحديقة لتطويق البلدة القديمة من جميع الجهات، وتفصلها عن البناء الجديد المحيط بها وفي نفس الوقت. وقت ربطهم مع منع البناء بالقرب من الجدار.

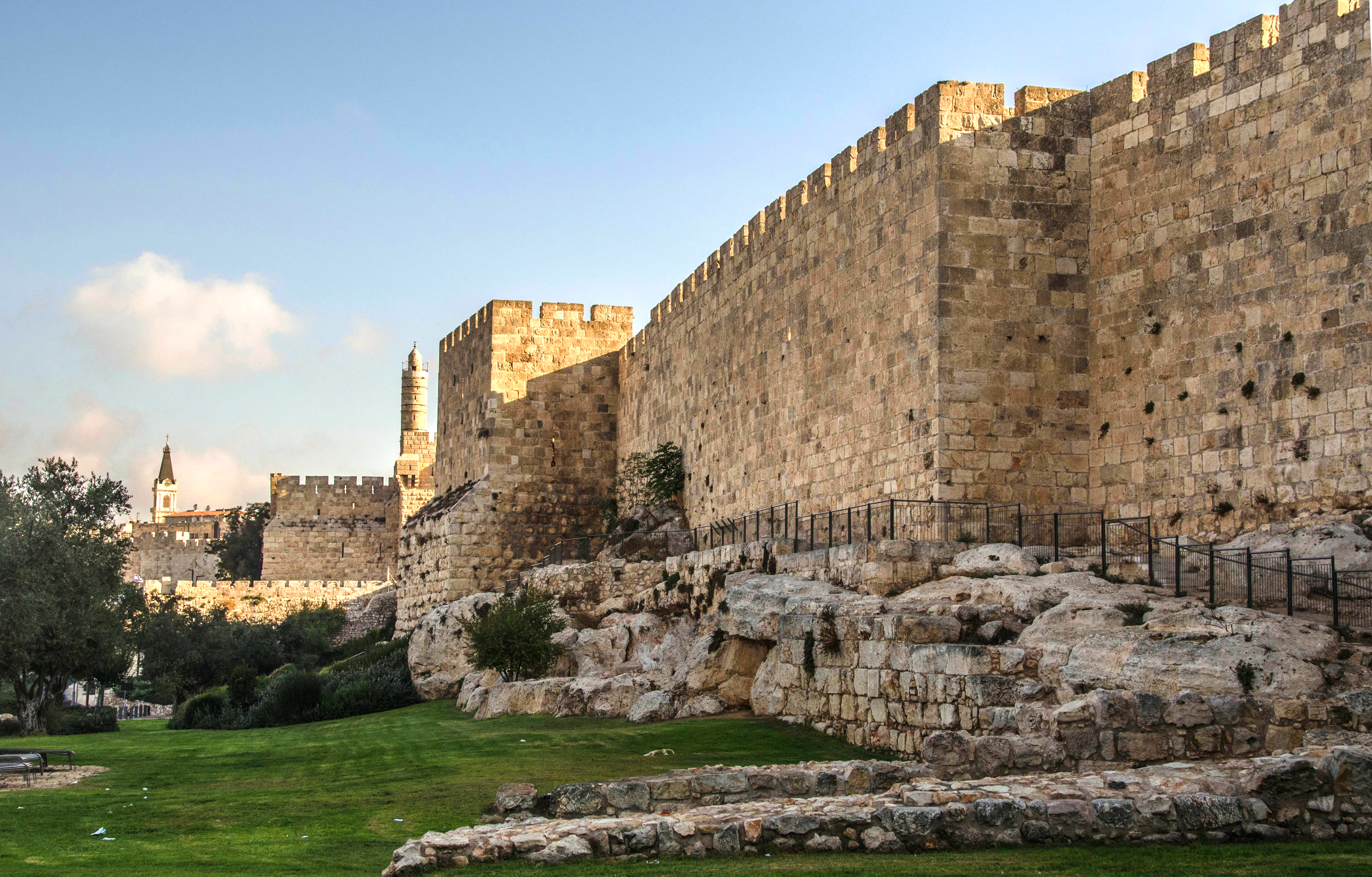
جزء من الحديقة الوطنية "حول القدس"

تتصل الحديقة الوطنية بموقع مدينة داوود في الجنوب وبحديقة وادي زوريم الوطنية إلى الشمال الشرقي لإنشاء شريط من الحدائق حول أسوار المدينة القديمة.
منطقة الحديقة تشمل بوابات القدس: باب الخليل، باب الساهرة؛ بوابة الأسود بوابة القمامة بوابة صهيون - كلها بوابات حقيقية تم إغلاقها ليلا، والبوابة السابعة بوابة الرحمة (البوابة الذهبية) التي أغلقت في القرن السادس عشر بعد إعادة بناء السور من قبل السلطان سليمان.
مواقع في منطقة الحديقة الوطنية
مدينة داود - القدس القديمة. مصدر أورشليم القديمة مع نبع جيحون ونفق حزقيا.
نهر قدرون - يمتد على طول النهر طريق «وادي الملك»، وهو جزء من «مسار القدس».
جبل صهيون، موقع به مقام النبي داود وبدروم المحرقة والعديد من الأماكن المقدسة للمسيحيين، بما في ذلك كنيسة «دورميتيون» وكاتدرائية القديس يعقوب وغيرها.
المقابر - يهودية، مسلمة، مسيحية أرثوذكسية وبروتستانتية.
حديقة بناة الجدار - في القسم الغربي من الحديقة الوطنية جنوب باب الخليل.
بركة السلطان - حوض تخزين في القدس قام بإصلاحه السلطان العثماني سليمان الأول